# Gran Auditorio Olímpico
El Gran Auditorio Olímpico (en inglés: Grand Olympic Auditorium) es el antiguo nombre de una instalación deportiva en Los Ángeles, California, Estados Unidos. Ubicado en la Gran Avenida 1801 S, el lugar fue construido en 1924. La gran inauguración del Auditorio Olímpico fue el 5 de agosto de 1925, y fue un evento mediático importante, al que asistieron celebridades como Jack Dempsey y Rudolph Valentino. El Auditorio fue arrendado por el Comité Organizador Olímpico de 1932 por una suma muy nominal, suficiente para cubrir los gastos, con el fin de llevar a cabo el entrenamiento y las competiciones de los eventos de boxeo, lucha libre y levantamiento de pesas de los Juegos. En esa época fue el pabellón cubierto más grande de los EE. UU., originalmente con asientos para recibir a 15300 espectadores. Fue cerrado en la década de los 80 y reabierto en 1993.

## Localización cinematográfica
El Gran Auditorio Olímpico ha servido como lugar de rodaje en varias películas:
- The Manchurian Candidate (1962)
- Requiem for a Heavyweight (1962)[2]
- California Split (1974)
- Rocky (1976)
- The Champ (1979)
- The Main Event (1979)
- Virtuosity (1995)
- Turbo: A Power Rangers Movie (1997)
- Exposed! Pro Wrestling's Greatest Secrets (1998)
- Ready to Rumble (2000)
- Los ángeles de Charlie: Al límite (2003)